# ダヤナ・セゴビア
ダヤナ・セゴビア（Dayana Segovia、1996年3月24日 - ）は、コロンビアの女子バレーボール選手。ポジションはオポジット。コロンビア代表。

## 来歴
- クラブチーム

Turbaco出身。2014年、Liga Bolivarense de Voleibolへ入団。2015/16シーズン、アルゼンチンのBoca Juniorsと契約しプロ選手としてのキャリアをスタートさせる。2016/17シーズンはフィンランドのLP Kangasalaでプレーした。2017/18シーズンはドイツのRote Raben Vilsbiburgでプレーした。2018/19シーズンはブラジル・スーパーリーガのSão Caetano Vôleiへ移籍した。2019/20シーズンはフランスリーグのBéziers Volleyへ移籍。2020/21シーズンのフランスLigue Aでは準優勝した。2021/22シーズンはドイツのRote Raben Vilsbiburgと再び契約し、ブンデスリーガでは2年連続で8位だった。2023/23シーズンはスペインリーグのCV Harisへ移籍した。
- 代表チーム

アンダーカテゴリーの代表として2014年のU-23パンアメリカンカップで銀メダルを獲得。2015年、シニア代表に初選出され、ワールドグランプリでデビューした。2017年、ワールドグランプリからはスタメンで活躍し、ベストスコアラー部門2位、ベストスパイカー部門3位に入った。同年の南米選手権では銀メダルを獲得し、ベストオポジット賞を受賞した。2018年、チャレンジャーカップに出場しベストスコアラー部門、ベストスパイカー部門で1位に入った。2019年、南米選手権で銀メダルを獲得した。2022年、世界選手権に出場し60得点あげたがチームは白星をあげられず21位となった。2023年、チャレンジャーカップ、パリ五輪予選に出場した。

## 球歴
- 世界選手権 - 2022年
- ワールドグランプリ - 2015年、2016年、2017年
- チャレンジャーカップ - 2018年、2019年、2022年、2023年
- 南米選手権 - 2017年、2019年、2021年、2023年

## 受賞歴
- 2017年　南米選手権 ベストオポジット賞

## 所属クラブ
- Liga Bolivarense de Voleibol（2014-2015年）
- Boca Juniors（2015-2016年）
- LP Kangasala（2016-2017年）
- Rote Raben Vilsbiburg（2017-2018年）
- São Caetano Vôlei（2018-2019年）
- Béziers Volley（2019-2021年）
- Rote Raben Vilsbiburg（2021-2023年）
- CV Haris（2023-）